# Fersfield
Fersfield – wieś w Anglii, w hrabstwie Norfolk, w dystrykcie South Norfolk. Leży 31 km na południowy zachód od Norwich i 128 km na północny wschód od Londynu.